# Кертіс Армстронг
Кертіс Армстронг (англ. Curtis Armstrong; нар. 27 листопада 1953) — американський актор і співак, найбільш відомий за роллю Бугера у квадрології «Помста придурків», Герберта Віоли в серіалі «Агентство „Місячне сяйво“», Майлза Делбі у фільмі «Ризикований бізнес», Ахмета Ертегюна у фільмі «Рей», а також за роль Метатрона в серіалі «Надприродне».
Армстрон також відомий численними озвученнями мультиплікаційних героїв: Шмулі Лонштейн у серіалі «Американський тато!», Мару у фільмі «Літачки: Рятувальний загін», Ден у серіалі «Ден проти» та Тарган Єзекіїль у «Фатальному патрулі».
З 2013 по 2015 рік він був ведучим телевізійного конкурсного серіалу TBS «Король ботанів».

## Особисте життя
Армстронг народився в Детройті, штат Мічиган, у родині вчительки італійського походження Норми Армстронг (до шлюбу — Д'Аміко) та Роберта Леруа Армстронга. Закінчив середню школу в Берклі, штат Мічиган, а згодом — Оклендський університет у Рочестері, штат Мічиган. Армстронг мав католицьке виховання, але перейшов у юдаїзм, коли одружився з Елейн Аронсон. Його дочка Лілі Армстронг народилася в 1996 році. Армстронг повідомив через соціальні мережі, що його батько помер 25 травня 2020 року від COVID-19.